# Wetterzeube
Wetterzeube är en kommun och ort i Burgenlandkreis i förbundslandet Sachsen-Anhalt i Tyskland.
Kommunerna Breitenbach och Haynsburg uppgick i Wetterzeube 1 januari 2010.
Kommunen ingår i förvaltningsgemenskapen Droyßiger-Zeitzer Forst tillsammans med kommunerna Droyßig, Gutenborn, Kretzschau och Schnaudertal.